# マシュー・ブレッティンガム

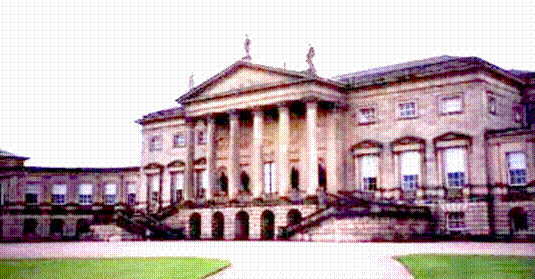
ケドレストン・ホール

マシュー・ブレッティンガム（Matthew Brettingham, 1699年-1769年8月19日）は、18世紀のイングランドの建築家。イングランドのノーフォークにあるホウカムホール (Holkham Hall) 建設に関わった。

## 生涯
1699年にレンガ積み職人のランスロット・ブレッティンガム（Launcelot Brettingham）の次男としてノリッジにて生まれる。
1721年にマーサ・ダン（Martha Bunn）と結婚する。9人の子供がいた。
| スタブアイコン | サブスタブ | この項目は、まだ閲覧者の調べものの参照としては役立たない、人物に関連した書きかけの項目です。この項目を加筆・訂正などしてくださる協力者を求めています（P:人物伝/PJ:人物伝）。 |